# PCMag
PC Magazine (viết tắt là PCMag) là một tạp chí trực tuyến của Mỹ tập trung tới các chủ đề liên quan đến máy tính và công nghệ. Tạp chí này được xuất bản bởi Ziff Davis. PC Magazine bắt đầu phát hành các ấn phẩm in từ năm 1982 và ngừng phát hành vào tháng 1 năm 2009, nhưng PC Magazine vẫn tiếp tục phát hành các ấn phẩm trực tuyến. PC Magazine bắt đầu phát hành các ấn phẩm trực tuyến từ cuối năm 1994, lúc vẫn còn phát hành ấn phẩm in, và tiếp tục cho đến ngày nay.

## Khái quát chung
PC Magazine cung cấp đánh giá và các thông tin về phần cứng và phần mềm thuộc ngành công nghệ thông tin. Các chuyên mục thường kỳ khác bao gồm các bài viết của tổng biên tập kỳ cựu Michael J. Miller ("Forward Thinking"), Bill Machrone và Jim Louderback, cũng như:
- "First Looks" (tập hợp các bài đánh giá về các sản phẩm mới phát hành).
- "Pipeline" (tập hợp các bài báo và trích đoạn ngắn về sự phát triển của ngành công nghiệp máy tính).
- "Solutions" (bao gồm các bài viết hướng dẫn khác nhau).
- "User-to-User" (chuyên mục mà các chuyên gia của tạp chí trả lời các câu hỏi do người dùng gửi).
- "After Hours" (chuyên mục về các sản phẩm giải trí máy tính khác nhau).
- "Abort, Retry, Fail?" (một trang đầu tạp chí mang tính hài hước; trong vài năm được gọi là "Backspace"—và sau đó là trang cuối cùng).

Trong nhiều năm thuộc thập niên 1980, PC Magazine đã đưa tin đáng kể về chủ đề lập trình cho IBM PC và khả năng tương thích với các ngôn ngữ lập trình như Turbo Pascal, BASIC, hợp ngữ và C. Charles Petzold là một trong những cây bút đáng chú ý về chủ đề lập trình.

## Lịch sử
Trong một bài đánh giá ban đầu về IBM PC mới, Byte đã nhận định rằng tạp chí PC: The Independent Guide to the IBM Personal Computer "sẽ rất được chủ sở hữu chúng [IBM PC] quan tâm". Số đầu tiên của tạp chí, với cái tên PC, được xuất bản vào tháng 2–tháng 3 năm 1982. Từ Magazine được thêm vào tên của tạp chí trong số thứ ba vào tháng 6 năm 1982, nhưng không được thêm vào logo cho đến lần tái thiết kế lớn đầu tiên vào tháng 1 năm 1986.
PC Magazine được Bunnell, Jim Edlin và Cheryl Woodard sáng lập (những người cũng đã giúp Bunnell sáng lập tạp chí PCWorld và Macworld sau này). David Bunnell, Edward Currie và Tony Gold là những người đồng sáng lập tạp chí. Bunnell và Currie đã lập ra kế hoạch kinh doanh cho tạp chí tại Lifeboat Associates ở New York. Tony Gold, người đồng sáng lập của Lifeboat Associates đã tài trợ cho tạp chí trong giai đoạn đầu. Tạp chí đã phát triển vượt quá số vốn cần thiết để xuất bản, và để giải quyết vấn đề này, Gold đã bán tạp chí cho Ziff Davis. Đến tháng 2 năm 1983, tạp chí được một công ty con của Ziff Davis Publishing Co. là PC Communications Corp. xuất bản, trong khi đó Bunnell và nhân viên của ông rời đi để thành lập tạp chí PCWorld.

## Ban biên tập
Wendy Sheehan Donnell được bổ nhiệm làm tổng biên tập của PCMag vào tháng 1 năm 2022. Donnell từng là phó biên tập và gia nhập PCMag với tư cách là biên tập viên cấp cao phụ trách mảng điện tử tiêu dùng vào năm 2007.
Dan Costa là tổng biên tập từ tháng 8 năm 2011 đến tháng 12 năm 2021, trong khi đó Lance Ulanoff giữ chức vụ tổng biên tập từ tháng 7 năm 2007 đến tháng 7 năm 2011. Jim Louderback là tổng biên tập tạp chí từ năm 2005, và rời đi khi ông nhận chức vụ giám đốc điều hành của Revision3, một công ty truyền thông trực tuyến.

## Phát triển
Tạp chí đã phát triển đáng kể qua nhiều năm. Thay đổi mạnh mẽ nhất là sự thu hẹp quy mô ấn phẩm do sự thu hẹp thị trường quảng cáo của ngành công nghiệp máy tính và sự phổ biến dễ dàng của Internet, khiến tạp chí máy tính dường như ít cần thiết hơn. Đây cũng là lý do chính dẫn đến quyết định ngừng xuất bản phiên bản in vào tháng 11 năm 2008.